# Bondevennernes selskab
Bondevennernes selskab var en dansk grundtvigiansk politisk förening. Den stiftades 5 maj 1846 på initiativ av Balthasar Christensen och Johan Christian Drewsen, efter uppmaning av invånarna i Holbæks amt. De ledande var Balthasar Christensen och Anton Frederik Tscherning samt, under de första åren, Drewsen och Orla Lehmann. Sedermera även Jens Andersen Hansen och Carl Christian Alberti.
Föreningens syfte var att få igenom reformer av jordegendomsförhållandena och därigenom åstadkomma "böndernas emancipation till frihet och likställighet med statens övrige medborgare". Jordreformer hade inletts redan på 1790-talet med de så kallade landboreformerna, men jordreformsfrågan var högaktuell i dansk politik under hela 1800-talet.
Jordfrågan väckte efterhand en politisk medvetenhet hos bönderna (sällskapet hade 1847 5 500 medlemmar) vilket ytterligare främjade de stora landboreformerna, men även andra frågor, som införandet av allmän rösträtt, allmän värnplikt och bättre utbildningsmöjligheter för det stora flertalet. Sällskapet deltog också i utformandet av Danmarks grundlag på 1840-talet.
År 1860 tillträdde Carl Eduard Rotwitt från Bondevennernes selskab, som Danmarks statsminister.
Föreningens ledare gick också längre och engagerade bönderna i den allmänna politiska striden, vilket ledde till att vissa liberaler intog en mer konservativ hållning under mitten av 1800-talet. Bondevennernas selskab låg till grund för bildandet av Venstre. Venstre grundades 1870 av sällskapet, tillsammans med andra agrara, socialliberala och vänsterorienterade grupper i Danmark, och sällskapet uppgick då i detta parti.